# Sylvisorex oriundus
Sylvisorex oriundus är en däggdjursart som beskrevs av Hollister 1916. Sylvisorex oriundus ingår i släktet Sylvisorex och familjen näbbmöss. IUCN kategoriserar arten globalt som otillräckligt studerad. Inga underarter finns listade i Catalogue of Life.
Arten förekommer i nordöstra Kongo-Kinshasa. Den lever där i fuktiga tropiska skogar i låglandet.